# Woda redestylowana
Woda redestylowana (woda podwójnie destylowana, łac. aqua bidistillata) – woda poddana dwukrotnie destylacji w celu usunięcia zanieczyszczeń pozostałych po pierwszym procesie. Jednak nawet tak oczyszczona woda zawiera pewną (bardzo niewielką) ilość rozpuszczonych związków chemicznych i jej twardość wynosi około 0,04 mval/dm3, co jednak nie przeszkadza w większości zastosowań. Woda redestylowana jest znacznie droższa od wody demineralizowanej (dejonizowanej), lecz w niektórych przypadkach musi być stosowana, gdyż ta druga może zawierać resztki substancji organicznych (np. endotoksyny).
Wodę dwukrotnie destylowaną używa się m.in. do wyrobu leków okulistycznych.